# Aphaenogaster miniata
Aphaenogaster miniata é uma espécie de inseto do gênero Aphaenogaster, pertencente à família Formicidae.